# 대전여자상업고등학교
대전여자상업고등학교(大田女子商業高等學校)는 대한민국 대전광역시 중구 선화동에 있는 사립 고등학교이다.

## 학교 연혁
- 1948년 4월 1일 : 대전 고등 공민학교 설립인가(1학급) 초대 교장 정곡 성주련 박사 취임
- 1953년 3월 14일 : 대전 가정 여학교로 개편 인가(3학급)
- 1954년 2월 27일 : 대전 상업학교로 교명 변경(3학급)
- 1955년 1월 14일 : 학교법인 창성학원 설립 인가
- 1959년 2월 23일 : 대전 여자 상업고등학교로 개편 인가(3학급)
- 1967년 10월 31일 : 학칙 변경인가(30학급) (주 24, 야 6)
- 1999년 12월 18일 : 정보통신부 소프트웨어 특성화고교 지정
- 2011년 8월 17일 : 학칙변경인가(회계경영과 6학급, 회계정보과 4학급)
- 2018년 7월 6일 : 학칙변경인가(IT사무행정과 4학급, 회계경영과 6학급)
- 2019년 6월 25일 : 학칙변경인가(IT사무행정과 4학급, 회계융합행정과 6학급)
- 2021년 2월 5일 : 제62회 졸업식(졸업생 총원 33,601명)
- 2021년 3월 1일 : 제16대 조중택 취임

## 설치 학과
- IT콘텐츠과
- IT사무행정과
- 회계융합행정과
- 스마트경영과

## 참고 자료
- 대전여자상업고등학교 - 한국교육학술정보원 학교알리미